# Lijin (socken i Kina)
Lijin (kinesiska: 利津街道) är en socken i Kina. Den ligger i provinsen Shandong, i den östra delen av landet, omkring 140 kilometer nordost om provinshuvudstaden Jinan. Antalet invånare är 31 710. Befolkningen består av 16 087 kvinnor och 15 623 män. Barn under 15 år utgör 14,0 %, vuxna 15-64 år 72 %, och äldre över 65 år 12,0 %.
Genomsnittlig årsnederbörd är 698 millimeter. Den regnigaste månaden är juli, med i genomsnitt 278 mm nederbörd, och den torraste är januari, med 7 mm nederbörd.